# Stefan Veličković
Stefan Veličković (in serbo Стефан Величковић?; Niš, 17 gennaio 1999) è un calciatore serbo, centrocampista del Grafičar Belgrado.

## Caratteristiche tecniche
È un esterno destro.

## Carriera
Cresciuto nel settore giovanile del Čukarički, ha esordito in prima squadra il 18 aprile 2018 in occasione dell'incontro di coppa di Serbia vinto 4-2 contro il Partizan. Impiegato principalmente come subentrante, con il club bianconero ha collezionato complessivamente 27 presenze distribuite su 3 stagioni. Il 14 agosto 2020 è stato ceduto a titolo definitivo all'Inđija.

## Statistiche
Statistiche aggiornate al 29 settembre 2020.

### Presenze e reti nei club
| Stagione        | Squadra         | Campionato      | Campionato | Campionato | Coppe nazionali | Coppe nazionali | Coppe nazionali | Coppe continentali | Coppe continentali | Coppe continentali | Altre coppe | Altre coppe | Altre coppe | Totale | Totale | Totale |
| Stagione        | Squadra         | Comp            | Pres       | Reti       | Comp            | Pres            | Reti            | Comp               | Pres               | Reti               | Comp        | Pres        | Reti        | Pres   | Reti   |        |
| --------------- | --------------- | --------------- | ---------- | ---------- | --------------- | --------------- | --------------- | ------------------ | ------------------ | ------------------ | ----------- | ----------- | ----------- | ------ | ------ | ------ |
| 2017-2018       | Čukarički       | SL              | 3          | 0          | CS              | 2               | 0               |                    | -                  | -                  |             | -           | -           | 5      | 0      |        |
| 2018-2019       | Čukarički       | SL              | 8          | 0          | CS              | 1               | 0               |                    | -                  | -                  |             | -           | -           | 9      | 0      |        |
| 2019-2020       | Čukarički       | SL              | 10         | 0          | CS              | 2               | 0               | UEL                | 0                  | 0                  |             | -           | -           | 12     | 0      |        |
| ago. 2020       | Čukarički       | SL              | 1          | 0          | CS              | 0               | 0               |                    | -                  | -                  |             | -           | -           | 1      | 0      |        |
| 2020-2021       | Inđija          | SL              | 3          | 0          | CS              | 0               | 0               |                    | -                  | -                  |             | -           | -           | 3      | 0      |        |
| Totale carriera | Totale carriera | Totale carriera | 25         | 0          |                 | 5               | 0               |                    | 0                  | 0                  |             | -           | -           | 30     | 0      |        |